# Барон Белпер
Барон Белпер из Белпера в графстве Дербишир — наследственный титул в системе Пэрства Соединенного Королевства. Он был создан 29 августа 1856 года для либерального политика Эдварда Стратта (1801—1880). Он заседал в Палате общин от Дерби (1830—1848), Арундела (1851—1852) и Ноттингема (1852—1856), занимал должности канцлера герцогства Ланкастер (1853—1854) и лорда-лейтенанта Ноттингемшира (1864—1880). Эдвард Стратт был сыном предпринимателя Уильяма Стратта (1756—1830) и внуком изобретателя Джедедайи Стратта (1726—1797). Сын лорда Белпера, Генри Стратт, 2-й барон Белпер (1840—1914), либеральный политик, представлял в Палате общин Восточный Дербишир (1868—1874) и Берик-апон-Туид (1880), а также занимал должность капитана почётной гвардии джентльменов (1895—1905). По состоянию на 2023 год носителем баронского титула являлся правнук последнего, Ричард Генри Стратт, 5-й барон Белпер (род. 1941), который стал преемником своего отца в 1999 году.
Подполковник и альпинист Эдвард Лайл Стратт (1847—1948), был сыном достопочтенного Артура Стратта (1842—1877), младшего сына первого барона Белпера.
Семейное гнездо Кингстон-Холл в окрестностях Ноттингема в графстве Ноттингемшир.

## Бароны Белпер (1856)
- 1856—1880: Эдвард Стратт, 1-й барон Белпер[англ.] (26 октября 1801 — 30 июня 1880), единственный сын предпринимателя Уильяма Стратта (1756—1830)[1]
- 1880—1914: Генри Стратт, 2-й барон Белпер[англ.] (20 мая 1840 — 26 июля 1914), второй сын предыдущего[2]
- 1914—1956: Элджернон Генри Стратт, 3-й барон Белпер (6 мая 1883 — 20 мая 1956), второй сын предыдущего[3]
- 1956—1999: Майор (Александр) Рональд Джордж Стратт, 4-й барон Белпер (28 апреля 1912 — 23 декабря 1999), старший сын предыдущего[4]
- 1999 — настоящее время: Ричард Генри Стратт, 5-й барон Белпер (род. 24 октября 1941), единственный сын предыдущего[5]
  - Наследник титула: достопочтенный Майкл Генри Стратт (род. 5 января 1969), единственный сын предыдущего[6].